# Tunnelbuis

De Kanaaltunnel bestaat uit drie tunnelbuizen. De buitenste twee (A) voor het reguliere treinverkeer, de middelste (B) voor onderhoud en calamiteiten. Tunneldeel C is een verbindingstunnel tussen de tunnelbuizen en D is een ventilatiekanaal.

Een tunnelbuis is het deel van een tunnel waar het verkeer (weg, spoorweg of kabels en leidingen) doorheen gaat. Een tunnel kan uit een of meer tunnelbuizen bestaan.
In een tunnelbuis kunnen een of meer rijstroken of sporen aangelegd worden. Vaak worden twee aparte tunnelbuizen toegepast als er sprake is van verkeer in twee richtingen. Dat is niet alleen een veiligheidsmaatregel, zoals geldt op elke weg met gescheiden rijbanen, maar is ook van groot belang voor de ventilatie: is er eenrichtingsverkeer in een buis, dan wordt de lucht door het verkeer meegetrokken.
Bovendien is het bij geboorde tunnels, die altijd rond zijn, goedkoper aparte buizen te maken. Er hoeft minder ontgraven te worden doordat de diameter, en daarmee de oppervlakte van de doorsnede, van de individuele tunnels kleiner is dan bij een enkele grote tunnel.